# Aglomeração transfronteiriça

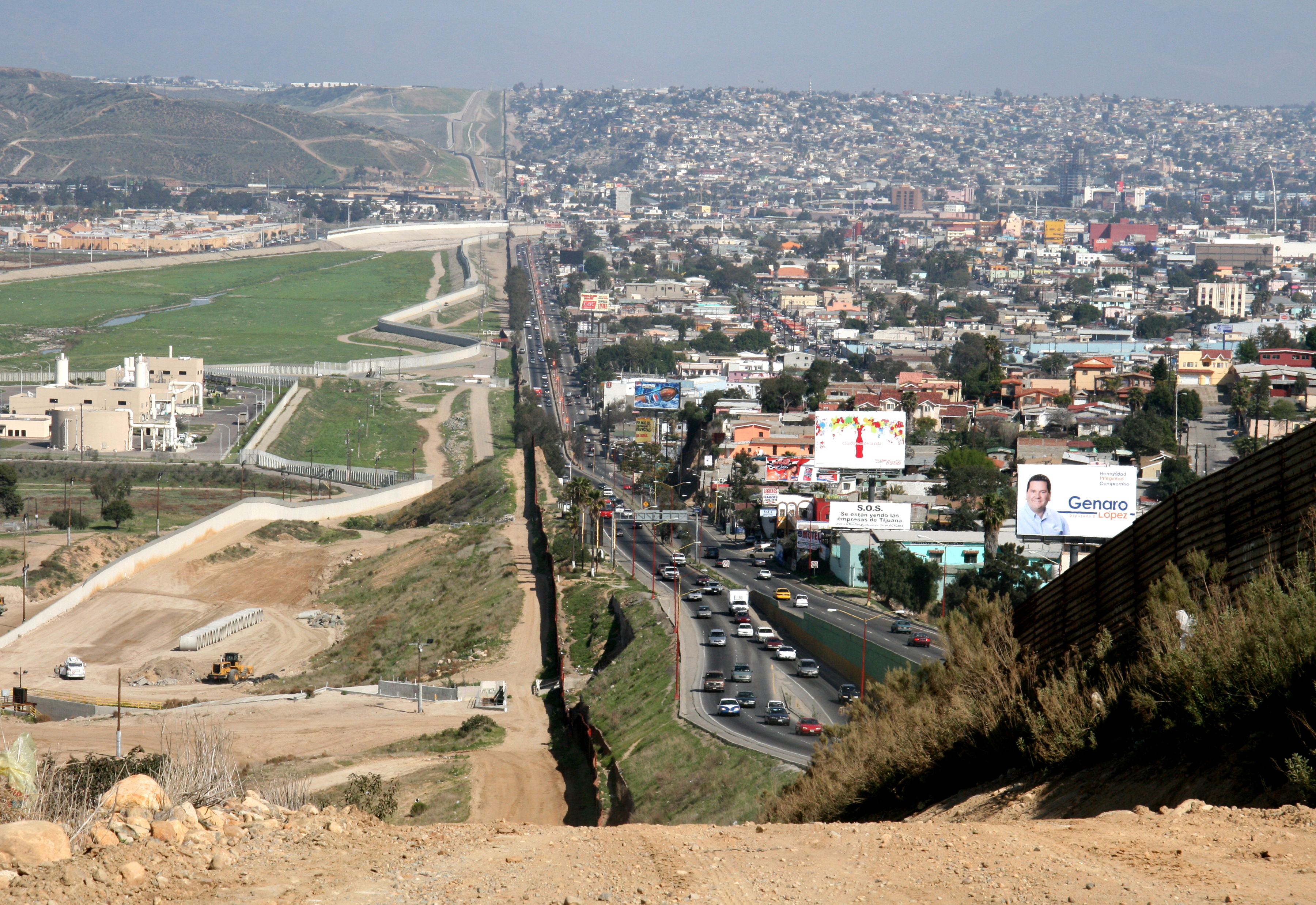
Aglomeração fronteiriça: San Diego, EU (esquerdo) e Tijuana, México (direito)

Aglomeração transfronteiriça é uma aglomeração ou conurbação que se estende por dois ou mais países, territórios ou estados.

## Lista de aglomerações transfronteiriças

### Europa
| Principais Cidades                                          | Países                      | População |
| ----------------------------------------------------------- | --------------------------- | --------- |
| Basel - Huningue - Weil am Rhein (Regio TriRhena)           | Suíça , França, Alemanha    | 2 300 000 |
| Cieszyn - Český Těšín                                       | Polónia, Checoslováquia     |           |
| Sarrebruck - Forbach                                        | França, Alemanha            | 700 000   |
| Geneva - Annemasse - Ferney-Voltaire - Nyon                 | Suíça , França              | 890 000   |
| Gorizia - Nova Gorica                                       | Itália, Eslovênia           |           |
| Görlitz - Zgorzelec                                         | Alemanha, Polónia           |           |
| Hendaye - Irun                                              | França, Espanha             |           |
| Lille - Roubaix - Tourcoing - Mouscron - Tournai - Kortrijk | França, Bélgica             | 1 850 000 |
| Longwy - Aubange - Pétange                                  | França, Bélgica, Luxemburgo | 80 000    |
| Estrasburgo - Kehl                                          | França, Alemanha            | 700 000   |
| Konstanz - Kreuzlingen                                      | Alemanha, Suíça             | 110 000   |
| Kerkrade - Herzogenrath                                     | Alemanha, Países Baixos     | 95 000    |
| Frankfurt (Oder) - Słubice                                  | Alemanha, Polónia           | 75 000    |
| Haparanda - Tornio                                          | Suécia, Finlândia           | 32 000    |
| Pello - Pello                                               | Suécia, Finlândia           | 4 500     |
| Karesuando - Karesuvanto                                    | Suécia, Finlândia           | 500       |
| Imatra - Svetogorsk                                         | Finlândia, Rússia           | 45 000    |
| Rousse - Giurgiu                                            | Bulgária, Roménia           | 250 000   |
| Lifford - Strabane                                          | Irlanda, Reino Unido        | 18 500    |
| Valka - Valga                                               | Estónia, Letônia            | 20 000    |

### América do Norte
| Principais Cidades                              | Países                 | População |
| ----------------------------------------------- | ---------------------- | --------- |
| Detroit - Windsor                               | Estados Unidos, Canadá | 5 700 000 |
| Niagara Falls - Niagara Falls                   | Estados Unidos, Canadá | 138 000   |
| Port Huron - Sarnia/Point Edward                | Estados Unidos, Canadá | 105 776   |
| International Falls - Fort Frances              | Estados Unidos, Canadá | 15 000    |
| Buffalo - Fort Erie                             | Estados Unidos, Canadá |           |
| Sault Ste Marie - Sault Ste Marie               | Estados Unidos, Canadá |           |
| San Diego–Tijuana                               | Estados Unidos, México | 5 105 769 |
| Calexico - Mexicali                             | Estados Unidos, México |           |
| San Luis - San Luis Río Colorado                | Estados Unidos, México |           |
| Lukeville - Sonoita                             | Estados Unidos, México |           |
| Sasabe - Sáric                                  | Estados Unidos, México |           |
| Nogales - Nogales                               | Estados Unidos, México |           |
| Naco - Naco                                     | Estados Unidos, México |           |
| Douglas - Agua Prieta                           | Estados Unidos, México |           |
| El Paso (Texas)–Ciudad Juárez                   | Estados Unidos, México | 2 500 000 |
| Presidio - Ojinaga                              | Estados Unidos, México |           |
| Del Rio - Ciudad Acuña                          | Estados Unidos, México |           |
| Eagle Pass - Piedras Negras                     | Estados Unidos, México |           |
| Laredo – Nuevo Laredo                           | Estados Unidos, México |           |
| Rio Grande City - Camargo                       | Estados Unidos, México |           |
| Reynosa - Região Metropolitana de McAllen       | Estados Unidos, México |           |
| Matamoros — Região Metropolitana de Brownsville | Estados Unidos, México |           |

### América do Sul
| Principais Cidades                    | Países                    | População |
| ------------------------------------- | ------------------------- | --------- |
| Saint-Laurent-du-Maroni - Albina      | Guiana Francesa, Suriname |           |
| Saint-Georges-de-l'Oyapock - Oiapoque | Guiana Francesa, Brasil   |           |
| Santana do Livramento - Rivera        | Brasil, Uruguai           |           |
| Chuí - Chuy                           | Brasil, Uruguai           |           |
| Corumbá - Puerto Suárez               | Brasil, Bolívia           |           |
| Leticia - Tabatinga - Santa Rosa      | Colômbia, Brasil, Peru    |           |
| Ponta Porã - Pedro Juan Caballero     | Brasil, Paraguai          |           |
| Foz do Iguaçu - Ciudad del Este       | Brasil, Paraguai          | 700 000   |

### Ásia
| Principais Cidades      | Países                 | População |
| ----------------------- | ---------------------- | --------- |
| Dandong - Sinuiju       | China, Coreia do Norte |           |
| Singapura - Johor Bahru | Singapura, Malásia     | 7 000 000 |
| Hong Kong - Shenzhen    | Hong Kong, China       |           |